# Suwallia kerzhneri
Suwallia kerzhneri är en bäcksländeart som beskrevs av Zhiltzova och Peter Zwick 1971. Suwallia kerzhneri ingår i släktet Suwallia och familjen blekbäcksländor. Inga underarter finns listade i Catalogue of Life.